# Hamphanekro
Hamphanekro (Galeopsis speciosa), ofte skrevet hamp-hanekro, af læbeblomst-familien er en iøjnefaldende, robust, 40–70 cm høj plante med en firkantet, stivhåret stængel. Den vokser på fugtig agerjord og i skovrydninger og er almindelig som enårig ukrudtsplante, der blomstrer fra sidst i juni til september.

## Beskrivelse
Bladene sidder modsat og ved hvert bladfæste er stænglen opsvulmet og forsynet med stive hår. Bladene er ægformede med takket rand. Oversiden er græsgrøn med forsænkede bladribber, mens undersiden er en smule lysere. Blomstringen sker i juni-september, hvor blomsterne findes i kranse ved bladfæsterne. De enkelte blomster er store og svovlgule med et langt kronrør og en violet underlæbe med afrundet midtflig. Frugterne er spaltefrugter.
Rodnettet dannes af en pælerod med nogle få, grove siderødder.
Højde x bredde og årlig tilvækst: 0,70 x 0,25 m (70 x 25 cm/år).

## Voksested
arten er udbredt i det meste af Eureopa, men findes også i Kaukasus og ind i Sibirien. Den ses på fugtige marker og ryddepladser i skove, og er et almindeligt ukrudt i de fleste egne af landet, dog sjælden i Vestjylland. 

## Etymologi.
Slægtsnavnet Galeopsis skulle angive en lighed med kat, ilder eller væsel: græsk galee + opsis vedr. synet, dvs ligner. 

Artsnavnet speciosa hentyder til at planten synes smuk, vel på grund af blomsterne. 

## Billeder
- Blomst fra siden
- Blomst forfra
- Illustration fra Nordens Flora
- Blomst